# 七覚支

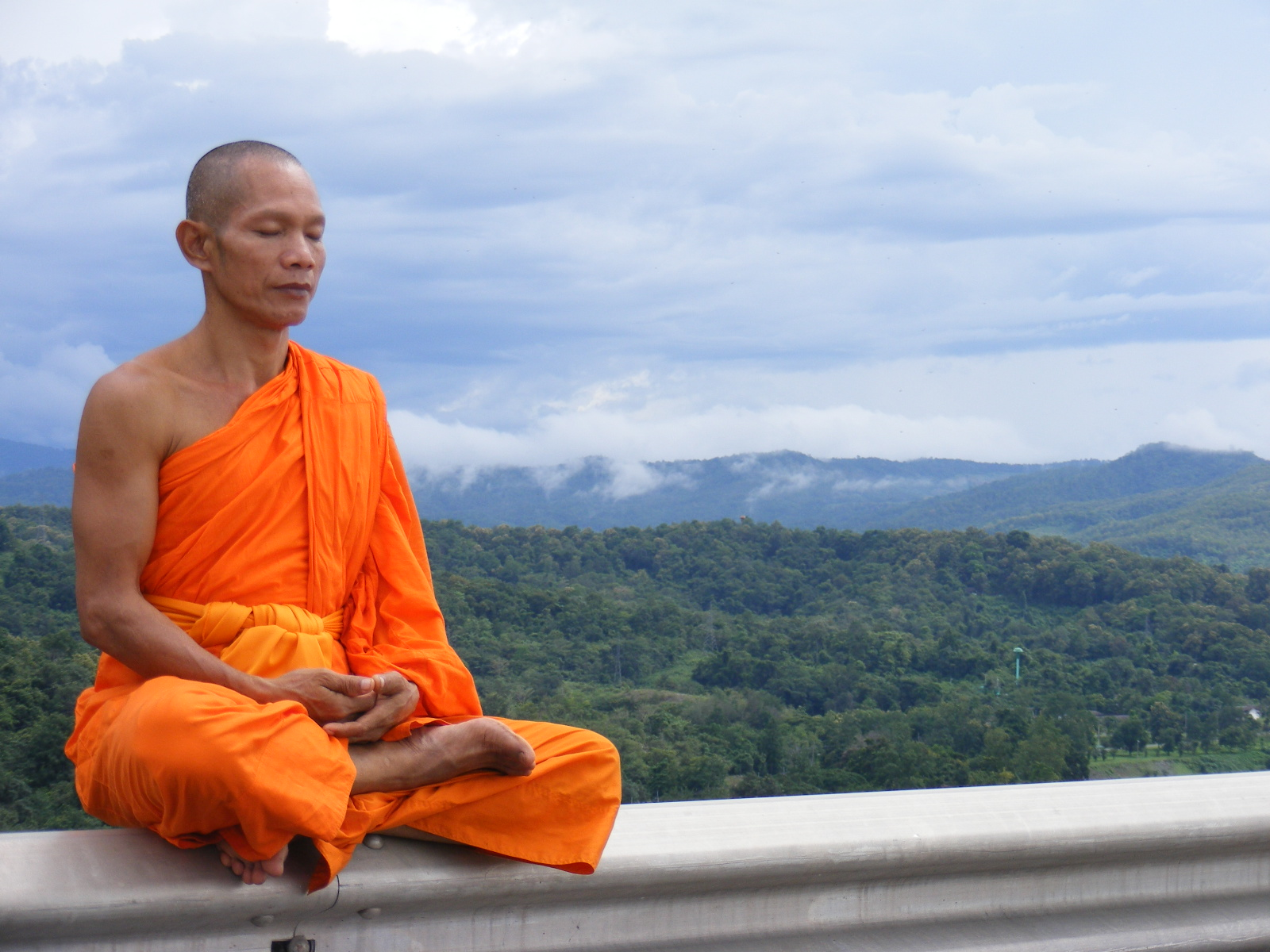
瞑想する僧侶（シリキット・ダム, タイ）

七覚支（しちかくし、巴: satta bojjhaṅgā, サッタ・ボッジャンガー）とは、仏教における修行内容の1つ。悟りの7つの支分をなす項目。「七等覚支」（しちとうがくし）、「七菩提分」（しちぼだいぶん）とも。「三十七道品」の中の1つ。
釈迦は五上分結の証知、遍知、遍尽、断捨のため、七覚支を修習すべきと説いている。

## 内容
Imesaṃ kho bhikkhave, pañcannaṃ uddhambhāgiyānaṃ saṃyojanānaṃ abhiññāya satta bojjhaṅge bhāvetabbo katamo satta bojjhaṅge: 

idha bhikkhave, bhikkhu satisambojjhaṅgaṃ bhāveti vivekanissitaṃ virāganissitaṃ nirodhanissitaṃ vossaggapariṇāmiṃ. 
Dhammavicayasambojjhaṅgaṃ bhāveti vivekanissitaṃ virāganissitaṃ nirodhanissitaṃ vossaggapariṇāmiṃ. 
Viriyasambojjhaṅgaṃ bhāveti vivekanissitaṃ virāganissitaṃ nirodhanissitaṃ vossaggapariṇāmiṃ. 
Pītisambojjhaṅgaṃ bhāveti vivekanissitaṃ virāganissitaṃ nirodhanissitaṃ vossaggapariṇāmiṃ.
Passaddhisambojjhaṅgaṃ bhāveti vivekanissitaṃ virāganissitaṃ nirodhanissitaṃ vossaggapariṇāmiṃ. 
Samādhisambojjhaṅgaṃ bhāveti vivekanissitaṃ virāganissitaṃ nirodhanissitaṃ vossaggapariṇāmiṃ.
Upekhāsambojjhaṅgaṃ bhāveti vivekanissitaṃ virāganissitaṃ nirodhanissitaṃ vossaggapariṇāmiṃ.

Imesaṃ kho bhikkhave pañcannaṃ uddhambhāgiyānaṃ saṃyojanānaṃ abhiññāya ayaṃ satta bojjhaṅge bhāvetabboti.

比丘たちよ、これら五つの上分結の証知・遍知・遍尽・捨断のため、七覚支が修習されるべきである。いかなる七の成熟か？

比丘たちよ、ある比丘は離(viveka)を拠りどころとし、離貪(virāga)を拠りどころとし、滅尽(nirodha)を拠りどころとし、棄捨する念覚支を修習する。

離を拠りどころとし ...(中略)...棄捨する択法覚支を修習する。

離を拠りどころとし ...(中略)...棄捨する精進覚支を修習する。

離を拠りどころとし ...(中略)...棄捨する喜覚支を修習する。

離を拠りどころとし ...(中略)...棄捨する軽安覚支を修習する。

離を拠りどころとし ...(中略)...棄捨する定覚支を修習する。

離を拠りどころとし ...(中略)...棄捨する捨覚支を修習する。

比丘たちよ、これら五つの上分結の証知・遍知・遍尽・捨断のため、七覚支が修習されるべきである。
—パーリ仏典, 相応部 46.覚支相応 暴流品, Sri Lanka Tripitaka Project
七覚支の内容は以下の通り。
1. 念覚支（sati-sambojjhaṅga） - 気づき（サティ）。心で今の瞬間の現象を自覚すること
2. 択法覚支（dhamma-vicaya--sambojjhaṅga） - 法(ダルマ)の中から真実のものを選ぶ
3. 精進覚支（viriya-sambojjhaṅga） - 努力
4. 喜覚支（pīti-sambojjhaṅga） - 喜びに住する
5. 軽安覚支（passaddhi-sambojjhaṅga） - 心身に軽やかさ・快適さを感じる
6. 定覚支（samādhi-sambojjhaṅga） - 心が集中して乱れない
7. 捨覚支（upekkhā-sambojjhaṅga） - 。対象に囚われない

## パーリ仏典
| 悟りの要因と妨げのバランスをとる                                   |                                                                                        |
| - 喜 (pīti) - 択法 (dhamma vicaya) - 精進 (viriya)                 | 沈滞 (thīna-middha) 怠惰と無気力に陥った時 マインドフルネスを取り戻す                  |
| - マインドフルネス（念,sati）                                      | バランス状態                                                                           |
| - 軽安 (passaddhi) - 禅定 (samādhi) - 対象にとらわれない (upekkha) | 掉挙 (uddhacca-kukkucca) 落ち着きを失い、心配事が心にある時 マインドフルネスを取り戻す |

パーリ仏典相応部「火経」において釈迦は、心が怠惰・無気力（līnaṃ）を経験しているとき、喜・択法・精進の修習（バーヴァナー）を行う適時であり、一方で落ち着きのなさや心配（uddhataṃ）を経験しているとき、軽安・定覚・捨の修習を行う適時であると説いている。

Yasmiṃ ca kho bhikkhave, samaye līnaṃ cittaṃ hoti kālo tasmiṃ samaye dhammavicayasambojjhaṅgassa bhāvanāya. Kālo viriyasambojjhaṅgassa bhāvanāya. Kālo pītisambojjhaṅgassa bhāvanāya. 

Yasmiṃ bhikkhave, samaye uddhataṃ cittaṃ hoti akālo tasmiṃ samaye dhammavicayasambojjhaṅgassa bhāvanāya. Akālo viriyasambojjhaṅgassa bhāvanāya. 
比丘たちよ、心が沈滞（līnaṃ）しているとき、そのときは択法覚支の修習（bhāvanāya）に適している。精進覚支の修習に適している。喜覚支の修習に適している。	

比丘たちよ、心が掉挙（uddhataṃ）しているとき、そのときは軽安覚支の修習に適している。定覚支の修習に適している。捨覚支の修習に適している。	
—パーリ仏典,  パーリ仏典相応部 覚支相応 53.火経 Aggisuttaṃ, Sri Lanka Tripitaka Project